# Poppaeus
Poppaeus ist ein römischer Gentilname, der seit dem 1. Jahrhundert v. Chr. bis in die frühe Kaiserzeit auftaucht. Eine ältere Form wird Popaius geschrieben. Das bekannteste Familienmitglied war Poppaea Sabina, die zweite Frau Neros.

## Vertreter
- Gaius Poppaeus Sabinus († 35 n. Chr.), Großvater der Poppeia Sabina
- Quintus Poppaeus Secundus, Suffektkonsul 9 n. Chr., Bruder des Gaius Poppaeus Sabinus
- Poppaea Sabina die Ältere († 47 n. Chr.), Tochter des Gaius Poppaeus Sabinus, Mutter der Poppaea Sabina
- Poppaea Sabina (30–65 n. Chr.), die zweite Frau Neros